# 1182-й гвардейский артиллерийский полк
1182-й гвардейский артиллерийский Новгородский Краснознамённый, орденов Суворова, Кутузова, Богдана Хмельницкого и Александра Невского полк — тактическое формирование Воздушно-десантных войск Российской Федерации.
Условное наименование — Войсковая часть № 93723 (в/ч 93723). Сокращённое наименование — 1182 гв. ап.
Полк находится в составе 106-й гвардейской воздушно-десантной дивизии. Дислоцируется в городе Наро-Фоминск Московской области.

## История
Ведёт историю от 205-го гвардейского пушечного артиллерийского полка 57-й гвардейской дивизионной артиллерийской бригады. 205-й гвардейский пушечный артиллерийский полк находился в составе 106-й гвардейской стрелковой дивизии с февраля 1945 года. В августе 1945 года 205-му гвардейскому пушечному артиллерийскому полку было вручено Боевое Красное Знамя.
После войны перестал быть пушечным и продолжил находиться в составе 106-й дивизии преобразованной в воздушно-десантную.
С 1 мая 1962 года полк получил новую нумерацию и стал 1182-м гвардейским артиллерийским полком.
В 1989 году полку перешли ордена Красного Знамени, Суворова 3 степени, Кутузова 3 степени, Богдана Хмельницкого 2 степени, Александра Невского и почётное наименование «Новгородский» от 131-го отдельного гвардейского самоходно-артиллерийского дивизиона.
До 2005 года полк дислоцировался в г. Ефремов Тульской области